# 2010 dans la poésie
Cet article présente les faits marquants de l'année 2010 dans la poésie.

## Décès

### Janvier
- 3 janvier : Carlo Masoni, Écrivain et poète belge.
- 6 janvier : Bruno Roy, Écrivain, essayiste, professeur et poète québécois.
- 19 janvier : Avrom Sutzkever, Poète yiddish et polonais, survivant de la Shoah.

### Avril
- 14 avril : Erika Burkart, Poétesse suisse alémanique, Grand Prix Schiller en 2005.

### Mai
- 18 mai : Edoardo Sanguineti, Poète et écrivain italien
- 29 mai : Dennis Hopper, Acteur, réalisateur, poète, peintre et photographe américain

### Juin
- 1er juin : Andreï Voznessenski, Poète russe, prix d'État de l'URSS en 1978

### Juillet
- 30 juillet : Ahmed Abdessalam Bakkali, Diplomate, poète, romancier, dramaturge, nouvelliste, dramaturge, parolier et traducteur marocain

### Août
- 17 août : Ludvík Kundera, Poète, dramaturge, essayiste, historien de la littérature et traducteur tchèque

### Novembre
- 3 novembre : Charles Charras, Comédien, adaptateur et poète français.
- 5 novembre : Adrian Păunescu, Poète, journaliste, et homme politique roumain.
- 29 novembre : Bella Akhmadoulina, Poétesse, scénariste et actrice russe.

### Décembre
- 26 décembre : Jean-Paul Filion, Auteur-compositeur-interprète québécois (La parenté, Su'l chemin des habitants, Monsieur Guindon), aussi artiste peintre puis écrivain (poète, dramaturge, romancier).